# Пияшева, Лариса Ивановна
Лариса Ивановна Пияшева (10 июля 1947, Москва — 18 апреля 2003, Москва) — российский экономист, доктор экономических наук, профессор.

## Биография
Родилась 10 июля 1947 года в Москве. Отец — генерал-майор И. И. Пияшев.
В 1969 окончила Московский институт народного хозяйства им. Г. В. Плеханова году, после чего стала младшим, а затем старшим научным сотрудником экономического отдела Института международного рабочего движения АН СССР (1969—1990 гг.). В 1979 защитила диссертацию на соискание степени кандидата экономических наук.
В 1987 году в № 5 журнала «Новый мир» под псевдонимом Л. Попкова была опубликована её маленькая статья «Где пышнее пироги?», принесшая Пияшевой широкую известность. В статье говорилось, что социализм, будь он с каким угодно «человеческим лицом», не может быть достаточно продуктивным строем, что он неизбежно уступит свободному рыночному хозяйству, странам с капиталистической экономикой.
В 1990 защитила докторскую диссертацию. В 1990 году стала заведующей кафедрой Всесоюзного заочного политехнического института (позднее он был переименован в Московский государственный открытый университет).
С октября 1991 года по август 1992 года Пияшева занимала пост заместителя директора департамента коммунального хозяйства мэра Москвы д.э.н., профессора Гавриила Попова, мэра Москвы, являясь председателем Комиссии по экономической реформе. Ею был разработан проект, альтернативный плану правительства Москвы, касательно вопроса приватизации предприятий торговли, транспорта и сферы обслуживания, а также — программа ускорения приватизации путём передачи значительной части собственности работникам предприятий, которая была отвергнута.
Будучи сторонницей радикальных рыночных реформ, Пияшева была в числе первых российских экономистов, открыто заявлявших о тотальном преимуществе капитализма перед социализмом, первым среди глашатаев капиталистических преобразований в экономике («где больше рынка, там пышнее пироги»). Есть и несколько её авторских публикаций, посвященных проблемам экономической реформы.
В 1991 году, незадолго до «гайдаровской» либерализации цен, Лариса Пияшева писала в журнале «Огонёк»: «Если все цены на все мясо сделать свободными, то оно будет стоить, я полагаю, 4—5 руб. за кг, но появится на всех прилавках и во всех районах. Масло будет стоить также рублей 5, яйца — не выше полутора. Молоко будет парным, без химии, во всех молочных, в течение дня и по полтиннику».
Осенью 1992 года одним из авиационных предприятий Москвы кандидатура Ларисы Пияшевой выдвигалась на пост мэра города, а в 1993 году она возглавила Институт экономики и права при Открытом университете и пребывала на этой должности вплоть до своей смерти.
Симпатизировала Сергею Мавроди.
С 1994 года Лариса Ивановна являлась научным консультантом по вопросам экономики в Совете Федерации.
Пияшева выступала за создание разумной налоговой системы, которая вкупе со сбалансированным бюджетом должна была служить тем рычагом, с помощью которого стала бы возможной нормализация экономики страны.
В 1995 году на выборах в Государственную Думу она проходила по спискам партии сторонников снижения налогов. Кроме того, Лариса Ивановна принимала активное участие в разработке экономической программы Народно-патриотической партии (образованной на основе Союза ветеранов Афганистана), в рамках которой отстаивала жесткую денежную политику, либерализацию цен и широкомасштабную приватизацию.
Пияшева критиковала политику Гайдара за слабость и неуверенность в реформах и определяла её как «жесткое, часто умышленно гипертрофированное государственное регулирование».
В 1997 году участвовала в выборах депутатов Московской городской думы в составе блока Николая Гончара. Блок выступил против мэра Москвы Ю. М. Лужкова с обличением царящей в Москве коррупции. Лужков отрицательно отнесся к блоку Гончара, заявив, что «нам не нужен такой блок». В результате блок Гончара потерпел поражение.
Лариса Ивановна Пияшева не пошла в большую политику. По словам Андрея Белоусова, она «принадлежала к романтикам перестроечной поры, которым было невозможно вписаться в последующую действительность. Она сочетала в себе качества талантливого экономиста, преподавателя и человека, который не может существовать вне общественной роли. Но её призывы в последние пять-шесть лет оказались невостребованы».
Умерла 18 апреля 2003 года в Москве. Похоронена на Введенском кладбище (11 уч.).

### Семья
Была замужем за экономистом Борисом Семёновичем Пинскером (1947—2021), брак закончился разводом. Две дочери.

## Работы
- Международная экономическая теория и практика социал-реформизма. — М.: Международные отношения, 1983. — 214 с.
- Где пышнее пироги Архивная копия от 30 мая 2013 на Wayback Machine // Новый мир № 5, 1987
- Пияшева Л. И., Пинскер Б. С. Экономический неоконсерватизм: теория и международная практика. — М.: Международные отношения, 1988. — 254 с.
- L I Pii︠a︡sheva In pursuit of social justice = В поисках социальной справедливости. — Moscow: Progress Publishers, 1991. — 302 p. — ISBN 5-01-002495-0 (Пер. с рус. на англ. яз.)
- Можно ли быть немножко беременной? — Минск: Творч.-произв. центр «Полифакт», 1991. — 142 с. — ISBN 5-7815-1478-3
- Игорь Бирман, Лариса Пияшева Статистика уровня жизни населения России : Материалы к парламентским слушаниям «Уровень жизни в Российской Федерации», 4 дек. 1997. — М., 2000. — 208 с. : ил.